# Женсько (Дравський повіт)
Женсько (пол. Żeńsko, нім. Schönfeld) — село в Польщі, у гміні Вешхово Дравського повіту Західнопоморського воєводства.
У 1975-1998 роках село належало до Кошалінського воєводства.